# Мировий посередник
Мирови́й посере́дник (рос. мировой посредник) — посада, яка була запроваджена в Російській імперії у період проведення селянської реформи 1861 року. Мировий посередник був першою ланкою в системі установ, на які покладалося проведення цієї реформи. Правовий статус посередника визначався Положенням про губернські у селянських справах установи від 19 лютого 1861 року. За цим Положенням він обирався на 3 роки, але фактично призначався Сенатом за поданням губернатора при узгодженні кандидатури мирового посередника з місцевими предводителями дворянства. Кандидатами на посаду мирового посередника могли бути місцеві потомствені дворяни-землевласники, які мали відповідати встановленим становим, майновим та освітнім цензам. Дія інституту мирових посередників поширювалася на 43 губернії Європейської Росії. На початку 60-х років XIX ст. в системі налічувалося понад 1700 представників. З них в Україні, починаючи з червня 1861 року, почали діяти 428 мирових посередників.
Під час революційної ситуації 1859-1861 років були призначені так звані «посередники першого призову». Серед них виявився ряд прогресивно налаштованих осіб (колишні декабристи А.Є.Розен, Г.С.Батеньков, письменник Л.М.Толстой та інші). З часом, з посиленням урядової реакції у 1863 році, зі створенням нових земських та судових установ, склад мирових посередників різко змінився, а компетенція їх звузилась. У 1874 році в Лівобережній і Південній Україні ці посади взагалі були ліквідовані. Законом від 27 червня 1874 року мирових посередників у губерніях було замінено повітовими в селянських справах присутностями, стосовно яких губернські в селянських справах присутності виступали як апеляційні інстанції. У Правобережній Україні інститут мирових посередників проіснував до 1917 року.
До компетенції мирового посередника входило:
- розгляд скарг, суперечок і непорозумінь між поміщиками та їх звільненими від кріпацтва селянами;
- регулювання відносин між ними (укладання угод про наділи землі, склад повинностей та переведення на викуп, затвердження, а іноді й самостійне складання уставних грамот, обмін земельних угідь, посвідчення викупних актів та контроль за виконанням селянами повинностей і викупних платежів);
- нагляд за діями органів місцевого самоврядування;
- судовий розгляд дрібних справ щодо найму робітників, оренди землі, потрав і порубок лісів, якщо ціна позову не перевищувала 30 рублів.

Мирові посередники разом із селянами брали безпосередню участь в організації їх життєдіяльності — організовували общини, волості, самоврядування на цих рівнях; затверджували на посаді та приводили до присяги волосних старшин. Під контролем мирових посередників виявились усі виборні селянські органи, всі справи по судово-поліцейському розгляду. Таким чином, у їх руках була зосереджена вся реальна адміністративно-поліцейська влада в повіті.
При незгоді з діями мирового посередника його рішення оскаржувались у апеляційних інстанціях — повітових мирових з'їздах та губернських в селянських справах присутностях. Вищий нагляд за діяльністю цих установ і взагалі за проведенням селянської реформи покладався на відповідний Головний комітет при Державній раді Російської імперії.